# Clastoptera quadriguttata
Clastoptera quadriguttata is een halfvleugelig insect uit de familie Clastopteridae. De wetenschappelijke naam van deze soort is voor het eerst geldig gepubliceerd in 1915 door Melichar.